# Erik Sjöberg (målare)
Nils Erik Clarens Sjöberg, född 5 oktober 1911 i Stockholm, död 1 januari 1995 i Falun, var en svensk yrkeslärare och målare. 
Han var son till Erik Sjöberg och Kristina Lovisa Lind och från 1956 gift med Else Wiktoria Eliason. Sjöberg arbetade först inom en rad olika verksamhetsområden han var bland annat under en period radiomästare innan han arbetade som dekoratör för att slutligen bli anställd som yrkeslärare. Vid sidan av sitt arbete var han verksam som autodidakt konstnär. Tillsammans med Wilhelm Skoglund och Sven Stålberg ställde han ut i Lindesberg 1950. Under 1940- och 1950-talet medverkade han ett flertal gånger i Dalarnas konstförenings utställningar i Falun och han medverkade i föreningen Färgklicken i utställningar i Lillehammer och Leksand. Hans konst består av stilleben, figurer och landskapsmålningar med motiv från hembygden kring Leksand, men han målade även ett stort antal motiv från Funäsdalen och Röros i Norge oftast utförda i olja eller tempera. Sjöberg är representerad med oljemålningen Tvätterskor vid Leksands skola. Han signerade sina verk med Erik Clarens.   